# سد گرند کولی
سد گرند کولی (به انگلیسی: Grand Coulee Dam) یک سد وزنی و نیروگاه برقابی در ایالات متحده آمریکا است که در شهرستان اوکانوگان، واشینگتن واقع شده‌است.
این سد بر روی رودخانه کلمبیا برای تولید برق آبی و تأمین آب آبیاری ساخته شده‌است. سد گرند کولی که بین سال‌های ۱۹۳۳ و ۱۹۴۲ ساخته شد، در ابتدا تنها دو نیروگاه داشت. سومین نیروگاه آن ("Nat") که در سال ۱۹۷۴ برای افزایش تولید انرژی تکمیل شد سد گرند کولی را با ظرفیت ۶۸۰۹ مگاوات بزرگترین نیروگاه در ایالات متحده تبدیل کرد.
پیشنهاد ساخت سد در دهه ۱۹۲۰ کانون بحث‌ها بود. گروهی می‌خواستند گراند کولی باستانی را با یک کانال گرانشی آبیاری کنند در حالی که گروه دیگر به دنبال یک سد بلند و با طراحی پمپاژ بودند. حامیان ساخت سد در سال ۱۹۳۳ برنده شدند. پس از بازدید از محل ساخت و ساز در اوت ۱۹۳۴، رئیس‌جمهور فرانکلین دلانو روزولت طرح را تأیید کرد، که در ۵۵۰ فوت (۱۶۸ متر) بالا برق کافی را برای پمپاژ آب به حوضه کلمبیا برای آبیاری فراهم می‌کند. کنگره ساخت این سد را در سال ۱۹۳۵ تصویب کرد و در سال ۱۹۴۲ تکمیل شد. برای اولین بار در همان سال آبگیری سد از سرریز گرند کولی فراتر رفتند.
نیروی حاصل از سد باعث سوخت صنایع رو به رشد شمال غربی ایالات متحده در طول جنگ جهانی دوم شد. بین سال‌های ۱۹۶۷ و ۱۹۷۴، سومین نیروگاه ساخته شد. تصمیم برای ساخت تأسیسات اضافی تحت تأثیر تقاضای رو به رشد انرژی، جریان‌های رودخانه تنظیم شده در پیمان رودخانه کلمبیا با کانادا و رقابت با اتحاد جماهیر شوروی قرار گرفت. از طریق ارتقاء و نصب پمپ ژنراتورها، این سد اکنون چهار نیروگاه را با ظرفیت نصب شده ۶۸۰۹ مگاوات تأمین می‌کند. به عنوان محور پروژه حوضه کلمبیا، مخزن سد آب ۶۷۱٬۰۰۰ جریب فرنگی (۲٬۷۰۰ کیلومتر مربع) را آبیاری می‌کند.
این مخزن فرانکلین دلانو روزولت لیک نام دارد که به افتخار رئیس‌جمهور ایالات متحده که ریاست مجوز و تکمیل سد را برعهده داشت، نامگذاری شده‌است. ایجاد این مخزن باعث جابجایی بیش از ۳۰۰۰ نفر از جمله بومیان آمریکایی شد که سرزمین‌های اجدادی آنها تا حدی زیر آب رفته بود. در حالی که سد شامل گذرگاه ماهی نمی‌شود، همچنین سد پایین دست بعدی، سد اصلی رئیس ژوزف دام نیز شامل نمی‌شود. این بدان معناست که هیچ ماهی قزل آلا به سد گرند کولی نمی‌رسد. سومین سد بزرگ پایین دست، سد ولز، دارای سیستم پیچیده‌ای از نردبان‌های ماهی است که برای تخم ریزی سالانه و مهاجرت ماهی قزل آلا مناسب است.